# Deutschland (ubåd)
|  | For andre betydninger af Deutschland, se Deutschland (flertydig) |
Deutschland var en tysk undervandsbåd, der blev udviklet og benyttet under 1. verdenskrig med det formål af fragte varer gennem entetemagternes søblokade af Tyskland. Ubådens udvikling var finansieret af det private rederi Norddeutscher Lloyd. Hun var den første i ubådsklassen U-151 og én ud af to ubåde i klassen, der blev benyttet som ubevæbnet lastbåd.
Efter to rejser til USA som ubevæbnet handelsskib, blev hun overtaget af den tyske Kaiserliche Marine den 19. februar 1917 og ombygget til U-155, bevæbnet med seks torpedorør og to kanoner på dækket. Som U-155 blev hun fra juni 1917 anvendt til angreb mod handelsskibe, hvor hun indtil 1. verdenskrigs afslutning sænkede 42 skibe med en samlet tonnage på 120.434 og beskadigede yderligere 9.080 tons.

## Konstruktion
Under 1. verdenskrig foranstaltede ententen, og særlig den britiske Royal Navy, en blokade af Tysklands adgang til havene. I modsvar til denne blokade blev Deutschland bygget som én ud af syv ubåde, der skulle sejle fragt mellem USA og Tyskland uden at blive opdaget og opbragt af ententens skibe. Blokaden havde ført til betydelige vanskeligheder for de tyske virksomheder, der manglede råvarer til produktionen, hvilket også påvirkede den tyske krigsindsats.
Deutschland blev sammen med sit søsterskib Bremen bygget i 1916 af Deutsche Ozean-Reederei, et selskab ejet af shippingfirmaet og rederiet Norddeutscher Lloyd (i dag Hapag-Lloyd) og Deutsche Bank. Hun blev bygget uden bevæbning med et bredt skrog til at give plads til fragt. Hendes lastkapacitet var 700 ton med plads til bl.a. 230 ton gummi i mellemrummet mellem indre og ydre skrog, hvilket var forholdsvist beskedent i forhold til overfladeskibe.).
Både Storbritannien og Frankrig protesterede mod brugen af ubåde som handelsskibe, og anførte, at disse ikke kunne standses og inspiceres for medbringelse af våben på samme måde som konventionelle fragtskibe. USA, der havde erklæret sig neutral under 1. verdenskrig, afviste imidlertid argumentet.
Der blev alene fremstillet to ubåde efter det oprindelige design: Deutschland og Bremen, hvoraf sidstnævnte sank under et togt til USA. Ved USA's indtræden i 1. verdenskrig blev de resterende 5 udbåde i klassen konverteret til langtrækkende ubåde (U-kreuzers) udstyret med to 150mm kanoner på dækket og blev kendt som U 151-klassen.

## Tjeneste som handelsskib

### Første rejse
Deutschland stod ud på hendes første rejse til USA den 23. juni 1916 under kommando af kaptajn Paul König, der kom fra Norddeutscher Lloyd. Hun medbragte en last på 750 ton, herunder 125 ton farvestoffer i koncentreret form samt medicin, lægemidler, smykkesten og post. Lasten havde en værdi på hvad der dengang svarede til 1,5 million dollars.
Hun sejlede gennem den Engelske Kanal uden at blive opdaget og ankom i Baltimore den 9. juli 1916 (nogle kilder nævner den 7. og den 10. juli) efter godt to uger på havet. Under opholdet i USA blev ubådens besætning behandlet som berømtheder på grund af deres bedrift, ligesom den amerikanske ubåds-pionér Simon Lake aflagde besøg på Deutschland, da hun lå i havn i Baltimore.
Hun blev i Baltimore indtil den 2. august, hvor hun returnerede mod Bremerhaven, hvor hun ankom den 24. august med en last på 341 ton nikkel, 93 ton tin og 348 ton rågummi (hvoraf de 257 ton var lastet
mellem ubådens indre og ydre skrog). Værdien af lasten var vurderet til 17,5 millioner $. Hun rejste 8.450 nautiske mil (nmi) (15.650 km) og var neddykket de 190 nmi (350 km) af disse.

### Andet togt
Deutschland stod ud på sit andet togt til USA i november 1916 hvor hun sejlede til New London i Connecticut med en last med en værdi på 10 millioner $ (svarende til en nutidsværdi på 224.890.000 $ i 2018) bestående af bl.a. ædelstene og medicinske produkter. Samtidig med at handelsubåden Deutschland stod ud, krydsede den tyske krigs-ubåd U-53 også Atlanten for at sejle til Newport på Rhode Island, hvor hun sænkede fem allierede fragtskibe lige uden for amerikansk territorialfarvand før hun vendte hjem.
Da hun den 17. november 1916 var på vej ud på åbent hav fra havnen i New London ramte Deutschland ved et uheld slæbebåden T. A. Scott, Jr., der kæntrede og sank med sin fem mand store besætning. Deutschland′s bov blev beskadiget, og hun måtte returnere til New London for at blive repareret, hvilket forsinkede hendes afrejse med en uge. Hun sejlede fra New London den 21. november 1916 med en last, der bl.a. omfattede 6,5 ton sølvbarrer.
Efter det andet togt skrev kaptajn Paul König en bog om Deutschlands rejser med titlen Die Fahrt der Deutschland (Verlag Ullstein & Co, Berlin 1916). Bogen blev trykt i stort oplag, og det var meningen, at den skulle påvirke opinionen i både Tyskland og i USA.

## Krigstjeneste
En tredje rejse var planlagt til januar 1917, men togtet blev aflyst som følge af, at de tysk-amerikanske relationer var blevet forværret efter flere tyske sænkninger af handelsskibe på vej til Storbritannien umiddelbart uden for amerikansk territorial farvand. Deutschland blev overtaget af den tyske flåde, Kaiserliche Marine den 19. februar 1917 og omdøbt til U-155, hvorefter hun blev udstyret med 6 torpedorør med i alt 18 torpedoer samt to 15 cm SK L/40 kanoner, der tidligere havde været installeret på slagskibet SMS Zähringen. Hun havde tre succesfyldte togter som krigsskib, hvor hun sænkede 42 skibe og beskadigede ét.

### 1917
Fra maj til september 1917 var U-155 på sit første togt som ubåd i Den Kejserlige Marines tjeneste. Under togtet beskød hun den 4. juli hovedstaden Ponta Delgada på Azorerne. Den portugisiske hær var ude af stand til at besvare ilden grundet forældet artilleri. Det amerikanske kulforsyningsskib USS Orion var i Ponte Delgades havn under beskydningen og kunne returnere ilden i en træfning, der varede 12 minutter. U-155 gik herefter under overfladen uden at blive ramt og trak sig herefter ud af træfningen. Selv om træfningen alene havde medført begrænset materiel skade (fire personer blev dræbt), blev ententens maritime kommando bekymret over Azoernes manglende evne til at forsvare sig mod angreb samt risikoen for, at havnen skulle falde i Centralmagternes hænder for at blive brugt som base for eksempelvis de tyske ubåde. Ententens flådeenheder, herunder særlig US Navy sendte derfor skibe til øerne, hvor der blev etableret en flådebase i Ponta Delgada.
Under det øvrige togt sænkede U-155 19 handelsskibe. Hun angreb 19 af ententens bevæbnede handelsskibe, men lykkedes kun at sænke de ni. Den 4. september 1917 ankom hun igen til Tyskland efter at have tilbagelagt 18.930 km, heraf 1.150 i neddykket tilstand, hvilket var et af de længste ubådstogter under 1. verdenskrig.

### 1918
U-155 stod ud fra Kiel den 11. august 1918 under kommando af Ferdinand Studt. Studt havde ordrer til at sejle til Nordamerikas østkyst og udlægge miner ud for St. John's ved Newfoundland og Labrador og ud for Halifax i Nova Scotia. Han havde endvidere ordrer til at ødelægge telegrafkablet ud for Sable Island ca. 80 km sydøst for Nova Scotia. De modtagne ordrer var imidlertid ikke klare, og Studt fik den opfattelse, at St. John's i stedet var Saint John i New Brunswick i Bay of Fundy.
På vejen til Nordamerika overtog U-155 kontrollen med det portugisiske sejlskib Gamo, som herefter blev sænket. Hun forsøgte at angribe det franske skib France og hun ødelagde det norske Stortind. Den 7. september 1918 havde U-155 skudveksling med det amerikanske dampskib Frank H. Buck, der troede, at hun havde sænket U-155.
Den 13. september var U-155 atter involveret i en træfning, denne gang med det britiske handelsskib Newby Hall, som forårsagede skade på ubåden, hvilket betød, at hun midlertidigt var ude af stand til at sejle i neddykket tilstand.
Den 19. september forsøgte Studt forgæves at finde telegrafkablet ved Sable Island, hvorefter ubåden sejlede mod Nantucket.

## Skæbne
U-155 vendte tilbage til Tyskland fra sit sidste togt dagen efter Centralmagterne accepterede våbenstilstand i krigen. Hun ankom den 12. november 1918 og blev overgivet til Ententen med Tysklands øvrige ubådsstyrke som en del af våbenstilstandsaftalen. Hun blev sejlet til England, hvor hun blev udstillet i bl.a. London, hvorefter hun blev solgt til skrot i 1921. I forbindelse med skrotningen skete den 17. september 1921 en eksplosion i skibet, hvorved 4 lærlinge blev dræbt.

## Sænkede skibe
| Dato               | Navn             | Nationalitet   | Tonnage | Skæbne     |
| ------------------ | ---------------- | -------------- | ------- | ---------- |
| 2. juni 1917       | Hafursfjord      | Norge          | 1.669   | Sænket     |
| 10. juni 1917      | Scottish Hero    | Canada         | 2.205   | Sænket     |
| 14. juni 1917      | Aysgarth         | Storbritannien | 3.118   | Sænket     |
| 30. juni 1917      | Benguela         | Norge          | 4.612   | Sænket     |
| 30. juni 1917      | Siraa            | Norge          | 1.938   | Sænket     |
| 7. juli 1917       | Coblenz          | Storbritannien | 1.338   | Beskadiget |
| 8. juli 1917       | Ruelle           | Frankrig       | 3.583   | Sænket     |
| 12. juli 1917      | Calliope         | Storbritannien | 2.883   | Sænket     |
| 14. juli 1917      | Chalkydon        | Grækenland     | 2.870   | Sænket     |
| 18. juli 1917      | Ellen            | Norge          | 3.877   | Sænket     |
| 20. juli 1917      | Hanseat          | Norge          | 3.358   | Sænket     |
| 21. juli 1917      | Doris            | Italien        | 1.355   | Sænket     |
| 21. juli 1917      | John Twohy       | USA            | 1.019   | Sænket     |
| 21. juli 1917      | Willena Gertrude | Storbritannien | 317     | Sænket     |
| 31. juli 1917      | Madeleine        | Frankrig       | 2.709   | Sænket     |
| 31. juli 1917      | Snowdonian       | Storbritannien | 3.870   | Sænket     |
| 1. august 1917     | Alexandre        | Frankrig       | 2.671   | Sænket     |
| 2. august 1917     | Marthe           | Frankrig       | 3.119   | Sænket     |
| 7. august 1917     | Christiane       | USA            | 964     | Sænket     |
| 7. august 1917     | Iran             | Storbritannien | 6.250   | Sænket     |
| 16. februar 1918   | Tea              | Italien        | 5.395   | Sænket     |
| 18. februar 1918   | Cecil L. Shave   | Storbritannien | 102     | Sænket     |
| 23. februar 1918   | Sardinero        | Spanien        | 2.170   | Sænket     |
| 4. marts 1918      | Antioco Accame   | Italien        | 4.439   | Sænket     |
| 10. marts 1918     | Wegadesk         | Norge          | 4.271   | Sænket     |
| 15. marts 1918     | Joaquina         | Spanien        | 333     | Beskadiget |
| 18. marts 1918     | Prometeo         | Italien        | 4,455   | Sænket     |
| 18. marts 1918     | Reidar           | Norge          | 3.574   | Sænket     |
| 24. marts 1918     | Avala            | Italien        | 3.834   | Sænket     |
| 24. marts 1918     | Jorgina          | Storbritannien | 103     | Sænket     |
| 25. marts 1918     | Rio Ave          | Portugal       | 179     | Sænket     |
| 27. marts 1918     | Watauga          | Storbritannien | 127     | Sænket     |
| 1. april 1918      | Lusitano         | Portugal       | 529     | Sænket     |
| 7 april 1918       | Sterope          | Italien        | 9.500   | Sænket     |
| 13. april 1918     | Harewood         | Storbritannien | 4.150   | Sænket     |
| 16. april 1918     | Nirpura          | Storbritannien | 7.640   | Sænket     |
| 23. april 1918     | Frankrigs        | Storbritannien | 54      | Sænket     |
| 31. august 1918    | Gamo             | Portugal       | 343     | Sænket     |
| 2. september 1918  | Stortind         | Norge          | 2.510   | Sænket     |
| 7. september 1918  | Sophia           | Portugal       | 162     | Sænket     |
| 12. september 1918 | Leixoes          | Portugal       | 3.245   | Sænket     |
| 20. september 1918 | Kingfisher       | USA            | 353     | Sænket     |
| 3. oktober 1918    | Alberto Treves   | Italien        | 3.838   | Sænket     |
| 4. oktober 1918    | Industrial       | Storbritannien | 330     | Sænket     |
| 12. oktober 1918   | Amphion          | USA            | 7.409   | Beskadiget |
| 17. oktober 1918   | Lucia            | USA            | 6.744   | Sænket     |